# Палли, Адам
А́дам Сол Па́лли (англ. Adam Saul Pally; род. 18 марта 1982) — американский актер и комедиант, в настоящее время наиболее известный по роли Макса Блума в ситкоме канала ABC «Счастливый конец» (2011—2013) и Уэйда Уиппла в фильмах «Соник в кино» (2020) и его сиквеле, а также в его телесериале спин-оффе «Наклз» (с 2024).

## Биография
Адам Саул Палли родился в Ливингстоне, Нью-Джерси, в еврейской семье. Он рос в Нью-Йорке, Чикаго и Нью-Джерси. В 2004 году он окончил университет «Новая школа» в Нью-Йорке, а после выступал в импровизационных шоу.
Палли появился в таких фильмах как «Убийство школьного президента», «Сексоголик» и «Взятие Вудстока». На телевидении он появился в эпизодах таких телешоу как «Californication» и «The Colbert Report».
Снимался в одной из главных ролей наряду с Элишей Катберт, Захари Найтоном, Кейси Уилсон , Дэймоном Уэйансом-младшим и Элизой Куп в ситкоме канала ABC «Счастливый конец». В 2017 году исполнил главную роль в комедийном телесериале «Войти в историю».
Палли в настоящее время живет в Лос-Анджелесе со своей женой, Даниэллой. В январе 2012 года у них родился первый ребенок — сын Коул. В 2013 году у пары родилась дочь Джиджи.